# Hidden Hills (Kalifornija)
Hidden Hills je grad u američkoj saveznoj državi Kalifornija. Prema popisu stanovništva iz 2010. u njemu je živjelo 1.856 stanovnika.